# Käru (commune)
Käru (en estonien : Käru vald) est une municipalité rurale d'Estonie située dans le Comté de Rapla. Elle s'étend sur 214,91 km2 et a 606 habitants au 1er janvier 2012.

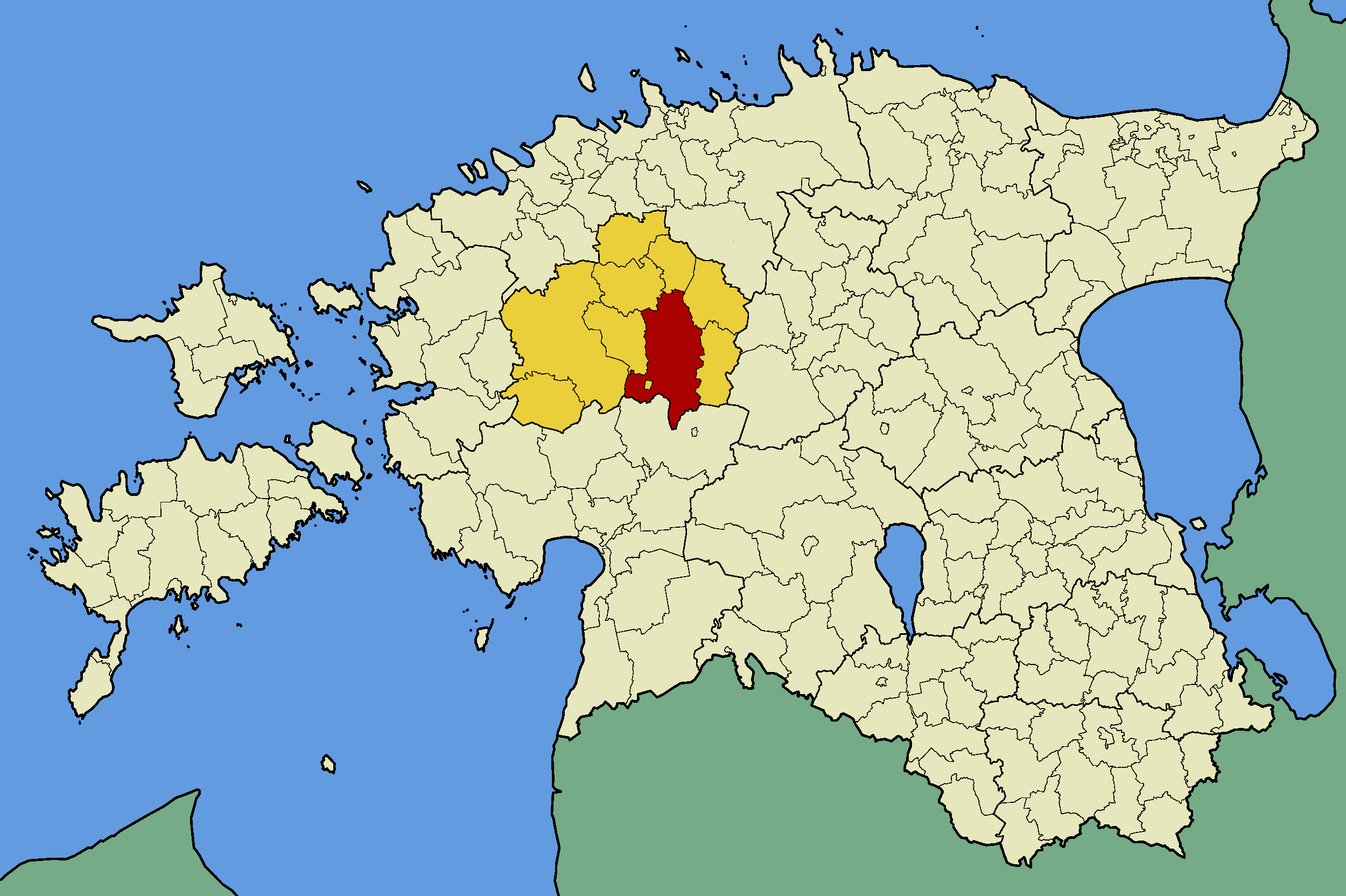
Commune de Käru (en rouge) dans le Comté de Rapla (en jaune).

## Municipalité
La municipalité regroupe 1 bourg et 8 villages:

### Bourgs
Käru

### Villages
Jõeküla - Kädva - Kändliku - Kõdu - Kullimaa - Lauri - Lungu - Sonni